# مالتوتریوز
مالتوتریوز (به انگلیسی: Maltotriose) با فرمول شیمیایی C۱۸H۳۲O۱۶ یک ترکیب شیمیایی با شناسه پاب‌کم ۱۹۲۸۲۶ است. که جرم مولی آن ۵۰۴٫۴۳۷ g/mol می‌باشد. 